# Drăgoești, Suceava
Drăgoești là một xã thuộc hạt Suceava, România. Dân số thời điểm năm 2002 là 5319 người.